# Amatersko hrvanje
Amatersko hrvanje je najrašireniji oblik športskog hrvanja.[nedostaje izvor] Postoje dva međunarodna stila u hrvanju koja se izvode na Olimpijskim igrama: hrvanje slobodnim stilom i grčko-rimsko. 
Oba su stila pod nadzorom United World Wrestlinga (UWW, ranije poznatog kao FILA, iz francuske skraćenice za International Federation of Associated Wrestling Styles). Sličan stil, koji se obično naziva sveučilišni (također poznat kao školski ili folkstil) koji se izvodi na fakultetima, sveučilištima, gimnazijama, srednjim školama i među mlađim dobnim skupinama u Sjedinjenim Američkim Državama. 
Tamo gdje stil nije naveden, ovaj se članak odnosi na međunarodne stilove natjecanja na podlozi. U veljači 2013. godine, Međunarodni olimpijski odbor (MOO) glasovao je za ukidanje ovog oblika športa kao jednim od športskih natjecanja na XXXII. Olimpijskim igrama u Tokiju. Dana 8. rujna 2013., MOO je objavio da će se hrvanje ipak vratiti na Ljetne Olimpijske igre u 2020. Brz porast popularnosti borilačkog športa mješovitih borilačkih vještina (MMA) je povećao interes za amatersko hrvanje zbog svoje učinkovitosti u športu te smatra se temeljnom borilačkom disciplinom.